# Niederperlesreut
Niederperlesreut ist ein Gemeindeteil des Marktes Perlesreut im Landkreis Freyung-Grafenau. Die gleichnamige Gemeinde kam im Zuge der Gebietsreform in Bayern am 1. Januar 1972 zu Perlesreut.

## Geografie
Das Dorf Niederperlesreut liegt im südlichen Bayerischen Wald einen Kilometer südlich von Perlesreut.

## Geschichte
Niederperlesreut war Teil des Hochstifts Passau. Der Ort wurde 1803 mit dem größten Teil des Passauer Gebietes zugunsten des Kurfürstentums Salzburg von Ferdinand III. von Toskana säkularisiert und fiel 1805 an Bayern. Mit der Bildung der Gemeinden im Jahre 1818 auf Grund des zweiten bayerischen Gemeindeedikts vom 17. Mai 1818 wurde die Gemeinde Niederperlesreut gebildet. Sie umfasste neben Niederperlesreut die Orte Eisenbernreut (den Gemeindesitz), Hammermühle, Hangalzesberg, Hatzerreut, Heiblmühle, Hirtreut, Maresberg, Messerschmidmühle, Rodlhof und Wartberg. Die Gemeinde Niederperlesreut wurde am 1. Januar 1972 nach Perlesreut eingegliedert.